# 한들물빛중학교
한들물빛중학교는 대한민국 충청남도 아산시에 있는 공립 중학교이다.

## 연혁
- 2021년 8월 10일 : 한들물빛중학교 설립 인가
- 2022년 1월 25일 : 한들물빛중학교 19학급 편성(일반 18, 특수 1, 총 19학급)
- 2022년 3월 1일 : 제1대 윤영림 교장 취임
- 2022년 3월 2일 : 개교 원년 입학식 및 시업식 - 1학년 9학급 (240명), 2학년 5학급 (50명), 3학년 4학급 (40명)
- 2022년 4월 27일 : 개교식
- 2024년 3월 1일 : 제2대 우경숙 교장 취임
- 2025년 1월 9일 :  제3회 졸업식
- 2025년 3월 4일 : 입학식 및 개학식 - 1학년 9학급(279명) 2학년 8학급(256명) 3학년 10학급(275명)